# Jiske Griffioen
Jiske Griffioen (Woerden, 17 april 1985) is een rolstoeltennisspeelster en rolstoelbasketbalster uit Nederland.
Jiske Griffioen werd geboren met een spina bifida, een open rug, met lage uitval. Hierdoor heeft ze tot haar vierde levensjaar kunnen lopen; toen ze vier was moest ze vanwege scheefgroei van haar rug worden geopereerd waardoor ze in een rolstoel terechtkwam. Zij kan overigens met een beetje hulp nog wel staan.
Jiske Griffioen is sinds 6 juni 2019 raadslid van de Nederlandse Sportraad.

## Sportloopbaan
Griffioen is op haar elfde begonnen met tennissen, maar haar eerste succes behaalde ze in het Nederlands rolstoelbasketbalteam. In 2000, als vijftienjarige, deed ze in Sydney mee aan de Paralympische Spelen. Nederland werd daar vierde. Daarna verlegde Griffioen haar focus naar het tennis. Zij deed eerst aan rolstoelbasketbal én rolstoeltennis, maar op zeker moment kon zij dat niet meer combineren. Zij koos uiteindelijk voor rolstoeltennis, omdat de uitdaging daar groter was.
In 2003 maakte ze haar debuut op internationale toernooien en vanaf 2005 speelde ze in het dubbelspel samen met Esther Vergeer. 
Met Vergeer won Griffioen de zilveren medaille tijdens de Paralympische Zomerspelen van 2008. In 2012 kwalificeerde Griffioen zich met een vierde plaats op de wereldranglijst voor de Paralympische Zomerspelen 2012 in Londen. In 2013 behaalde zij een grand slam in het dubbelspel, samen met Aniek van Koot. In 2015 boekte Griffioen winst op drie van de vier grandslamtoernooien. In januari won ze haar eerste: het enkelspel van het Australian Open in Melbourne. Later dat jaar won ze ook het enkelspel en het dubbelspel op Roland Garros en het dubbelspel op het US Open. In december werd Griffioen door het NOC*NSF verkozen tot Nederlands paralympisch sporter van het jaar. Na in 2008 en 2012 door Vergeer in de halve finales te zijn verslagen in het enkelspel, behaalde ze in 2016 in Rio de Janeiro goud door in de finale Aniek van Koot te verslaan. Vervolgens wonnen de twee finalisten van het enkelspel samen het goud in het dubbelspel, waar ze het Nederlandse duo Marjolein Buis/Diede de Groot versloegen. Ze kreeg van de gemeente Amsterdam dat jaar de Andreaspenning.
Griffioen is in 2015 afgestudeerd en heeft de graad van bachelor "Commerciële sporteconomie" aan de Johan Cruyff Academy in Amsterdam, onderdeel van de Hogeschool van Amsterdam.
In 2016 werd ze tot lid benoemd van de Nederlandse Sportraad, die het ministerie van Volksgezondheid, Welzijn en Sport (on)gevraagd van advies dient.
Op 17 oktober 2017 maakte zij bekend een punt te zetten achter haar sportloopbaan. Reden hiervoor was motivatiegebrek.
Maart 2020 besloot ze echter weer te gaan tennissen.
Ze is ambassadeur van het Fonds Gehandicaptensport, van de Johan Cruijff Academy en van de European Para Championships 2023.
Ze volgt de opleiding om de tenniscoach-licentie te krijgen.
Ze was mede-presentator op de publieke televisie van de Paralympische Zomerspelen 2020.
Op 2 oktober 2021 wonnen de Nederlandse rolstoeltennisvrouwen Aniek van Koot, Jiske Griffioen en Diede de Groot de World Team Cup, die werd gehouden op Sardinië (Italië). Het team van Oranje versloeg Japan in de finale met 2–0. In 2022 namen de Japanse dames revanche.
In mei 2023 bereikten Griffioen en Diede de Groot de finale van de World Team Cup, die werd gehouden in Vilamoura (Portugal) – dit jaar wonnen zij weer wel de eindstrijd van Japan. In juli won Griffioen de dubbelspeltitel op Wimbledon, weer geflankeerd door De Groot – dit was tien jaar na haar vorige dubbelspelzege op het heilige gras.
Op het Australian Open 2024 won Griffioen de dubbelspeltitel, terug met De Groot – dit was haar zesde zege op het Australische grandslamtoernooi.

## Trivia
- In 2000 debuteerde Griffioen op de Paralympische Zomerspelen in Sydney als basketbalster.
- Net als de beste rolstoeltennisster aller tijden, Esther Vergeer, komt ook Griffioen uit Woerden.

## Erelijst

### Enkelspel
- Sardinië Open 2009
- Saint Louis indoor Open 2009
- Il de Re 2009
- Florida Open 2007
- Czech Open 2007
- Trofeo Della Mol 2007
- Flanders Open 2007
- St. Louis 2007
- Australian Open 2015
- Roland Garros 2015
- Australian Open 2016
- Wimbledon 2016
- Paralympische Zomerspelen 2016

### Dubbelspel
- French Open 2012, 2011, 2009, 2008, 2007, 2006, 2005
- Mercedes Open 2009, 2008
- Sardinië Open 2009, 2008
- Sydney International Open 2009, 2008, 2007
- World team cup 2009
- San Diego Open 2009
- Paralympische Zomerspelen 2008, zilver samen met Esther Vergeer.
- New Zealand Open 2008
- Florida Open 2008, 2007
- Pensacola Open 2008, 2007
- Japan Open 2008, 2007
- British Open 2008, 2007
- Czech Open 2007
- Trofeo Della Mol 2007
- Flanders Open 2007
- St. Louis 2007
- Atlanta masters 2007
- San Diego Open 2007
- Australian Open 2006
- US Open 2006
- Australian Open 2007
- US Open 2007
- Australian Open 2008
- Roland Garros 2008
- Wimbledon 2012
- Grand slam
  - Australian Open 2013
  - Roland Garros 2013
  - Wimbledon 2013
  - US Open 2013
- Roland Garros 2015
- US Open 2015
- Australian Open 2017
- Wimbledon 2023
- Australian Open 2024

## Resultaten grandslamtoernooien
| Legenda | Legenda                          |
| ------- | -------------------------------- |
| g.t.    | geen toernooi gehouden           |
| l.c.    | lagere categorie                 |
| –       | niet deelgenomen                 |
| G       | uitgeschakeld in de groepsfase   |
| 1R      | uitgeschakeld in de eerste ronde |
| 2R      | uitgeschakeld in de tweede ronde |
| 3R      | uitgeschakeld in de derde ronde  |
| 4R      | uitgeschakeld in de vierde ronde |
| KF      | uitgeschakeld in de kwartfinale  |
| HF      | uitgeschakeld in de halve finale |
| F       | de finale verloren               |
| W       | het toernooi gewonnen            |
| w-v     | winst/verlies-balans             |

### Enkelspel
- De kwartfinale was tot 2023 doorgaans de eerste ronde.

| toernooi        | 2004 | 2005 | 2006 | 2007 | 2008 | 2009 | 2010 | 2011 | 2012 | 2013 | 2014 | 2015 | 2016 | 2017 |    | 2022 | 2023 | 2024 | 2025 |
| --------------- | ---- | ---- | ---- | ---- | ---- | ---- | ---- | ---- | ---- | ---- | ---- | ---- | ---- | ---- | -- | ---- | ---- | ---- | ---- |
| Australian Open | KF   | HF   | F    | HF   | HF   | KF   | HF   | HF   | –    | KF   | HF   | W    | W    | F    | KF | HF   | HF   | 2R   |      |
| Roland Garros   | g.t. | g.t. | g.t. | –    | KF   | KF   | KF   | HF   | HF   | F    | HF   | W    | KF   | KF   | 2R | HF   | 1R   |      |      |
| Wimbledon       | g.t. | g.t. | g.t. | g.t. | g.t. | g.t. | g.t. | g.t. | g.t. | g.t. | g.t. | g.t. | W    | KF   | HF | F    | 2R   |      |      |
| US Open         | g.t. | –    | KF   | HF   | g.t. | KF   | HF   | HF   | g.t. | KF   | HF   | HF   | g.t. | –    | HF | HF   | g.t. |      |      |

### Dubbelspel
- De halve finale was tot 2023 doorgaans de eerste ronde.

| toernooi        | 2004 | 2005 | 2006 | 2007 | 2008 | 2009 | 2010 | 2011 | 2012 | 2013 | 2014 | 2015 | 2016 | 2017 |    | 2022 | 2023 | 2024 | 2025 |
| --------------- | ---- | ---- | ---- | ---- | ---- | ---- | ---- | ---- | ---- | ---- | ---- | ---- | ---- | ---- | -- | ---- | ---- | ---- | ---- |
| Australian Open | KF   | F    | W    | W    | W    | HF   | HF   | F    | –    | W    | F    | F    | F    | W    | HF | 1R   | W    | HF   |      |
| Roland Garros   | g.t. | g.t. | g.t. | –    | W    | HF   | HF   | F    | HF   | W    | F    | W    | F    | F    | 1R | 1R   | 1R   |      |      |
| Wimbledon       | g.t. | g.t. | g.t. | g.t. | g.t. | HF   | HF   | F    | W    | W    | –    | F    | F    | –    | HF | W    | F    |      |      |
| US Open         | g.t. | –    | W    | W    | g.t. | HF   | HF   | F    | g.t. | W    | F    | W    | g.t. | –    | HF | F    | g.t. |      |      |